# 보타문둥이박쥐
보타문둥이박쥐(Eptesicus bottae)는 애기박쥐과에 속하는 박쥐의 일종이다. 문둥이박쥐속에 속하는 25종의 하나이다. 아프가니스탄에서 발견되며, 지부티와 이집트, 이란, 이라크, 이스라엘, 요르단, 카자흐스탄, 몽골, 오만, 파키스탄, 사우디아라비아, 시리아, 타지키스탄, 터키, 투르크메니스탄, 우즈베키스탄 그리고 예멘에서 서식하는 것으로 추정하고 있다. 암반 지역과 온대 사막에서 발견된다.

## 아종
- 보타문둥이박쥐 (E. b. bottae) (Peters, 1869)
- E. b. hingstoni Thomas, 1919
- E. b. innesi (Lataste, 1887)
- E. b. ognevi Bobrinskii, 1918
- E. b. omanensis Harrison, 1976
- E. b. taftanimontis de Roguin, 1988